# 深山聳峮
深山 聳峮（ふかやま たかつら、1858年（安政5年2月）- 1912年（大正元年）9月9日）は、明治期の政治家。衆議院議員。

## 経歴
伊賀国名張郡、のちの三重県名張郡箕曲村（一次）（名賀郡箕曲村、名張町、箕曲村（二次）を経て現名張市）で生まれる。漢学を修めた。
三重県会議員に選出され、同常置委員も務めた。1894年（明治27年）3月、第3回衆議院議員総選挙（三重県第6区、自由党）で初当選し、以後、第5回総選挙まで再選され、衆議院議員に連続3期在任した。

## 国政選挙歴
- 第2回衆議院議員総選挙（三重県第6区、1892年2月、自由党）落選[5]
- 第3回衆議院議員総選挙（三重県第6区、1894年3月、自由党）当選[5]
- 第4回衆議院議員総選挙（三重県第6区、1894年9月、自由党）当選[6]
- 第5回衆議院議員総選挙（三重県第6区、1898年3月、同志倶楽部）当選[6]
- 第6回衆議院議員総選挙（三重県第6区、1898年8月、憲政党）次点落選[6]